# Diuris maculata
Espèce
Diuris maculata est une espèce de plantes de la famille des Orchidaceae.
Il est endémique aux régions côtières du sud est de l'Australie : Australie-Méridionale, Victoria, Tasmanie et Nouvelle-Galles du Sud.
Il est haut de 15 à 30 cm. Les fleurs jaunes tachées de brun apparaissent d'août à octobre dans son territoire d'origine.

## Synonyme
- Diuris pardina.